# Charles III de Lorraine
Pour les articles homonymes, voir Charles de Lorraine et Charles III.
Charles III de Lorraine ou Charles Ier de Bar, né le 18 février 1543 à Nancy, où il est mort le 14 mai 1608, est duc de Lorraine et de Bar.
Il est le fils du duc François Ier et de Christine de Danemark, nièce de l'empereur Charles Quint. À son avènement à l'âge de deux ans, sa mère et son oncle l'évêque de Metz sont déclarés conjointement régents. Placé ensuite sous la tutelle du roi Henri II de France, il est élevé à la cour des Valois et épouse à l'âge de seize ans la princesse royale Claude de France. Il est un acteur important des guerres de religion en tant qu'allié du royaume de France, en tant que beau-frère des rois de France et en tant que cousin des Guise, chefs du parti catholique. À la mort d'Henri III de Valois en 1589, il brigue la couronne de France pour son fils Henri.
Il règne sur le duché de Lorraine pendant près de 63 ans.
En tant que descendant de Gérard d'Alsace, il aurait dû être « numéroté » Charles II de Lorraine, mais les historiographes lorrains, voulant établir la légitimité des ducs de Lorraine et de leurs cousins et les rattacher directement aux carolingiens, incluent dans la liste des ducs le carolingien Charles († 991), duc de Basse Lotharingie.

## Biographie
Il est le fils du duc François et le filleul du roi de France François Ier. Il succède à son père le 12 juin 1545, d'abord sous la régence de sa mère et de son oncle, puis en 1552 sous celle de son seul oncle, Nicolas de Lorraine, comte de Vaudémont et futur duc de Mercœur.
À partir de 1552, le roi de France Henri II, au cours de son « voyage d'Allemagne » qui lui permet d'imposer sa tutelle aux cités épiscopales de Verdun, Metz et Toul, fait un passage à Nancy. Il écarte de la régence la duchesse douairière, Christine de Danemark, nièce de l'Empereur Charles Quint et austrophile et confie la totalité du pouvoir au prince Nicolas qui est francophile. Il emmène avec lui, malgré le splendide accueil reçu et les larmes de la duchesse, le jeune Charles III qui a 9 ans, pour le faire élever à la cour de France et lui donner une éducation conforme aux intérêts français.
En 1559 Charles III, âgé de 16 ans épouse Claude de France, fille cadette de Henri II et de Catherine de Médicis qui en a 11, et est à l'occasion déclaré majeure. Le roi de France lui permet dès lors retourner dans ses États. Le roi meurt peu après lors des fêtes célébrant le mariage de sa fille aînée avec le roi d'Espagne Philippe II.
Le jeune couple ducal (28 ans à eux deux), suivi des nouveaux souverains français, François II et Marie Stuart, de la toute récente reine Élisabeth d'Espagne (qui sont du même âge que les souverains Lorrains) et de la cour de France, entre dans Nancy en octobre 1559, mais pour affirmer son pouvoir, refuse de prêter le traditionnel serment de respecter les droits et privilèges des trois ordres. Trois ans plus tard, en 1562, le duc fut contraint de le faire quand il demanda aux États de Lorraine une aide financière.
Il continua par ailleurs, à l'instar de ses prédécesseurs, de maintenir une stricte neutralité entre la France et l’Empire, malgré le passage à travers les duchés de troupes françaises allant prêter main-forte aux Huguenots allemands et celles des troupes espagnoles catholiques se rendant de Franche-Comté aux Pays-Bas.
Profondément catholique, il récuse le protestantisme et les protestants doivent s'exiler notamment le célèbre sculpteur Ligier Richier ou Demange Didier ancêtre de la dynastie industrielle De Dietrich. Il entretient de bonnes relations avec ses beaux-frères les rois de France jusqu'en 1576, quand Henri III, qui a épousé l'année précédente  une cousine du duc, Louise, fille de l'ancien régent, conclut la paix de Beaulieu avec les chefs huguenots.
Sans s'engager dans la Sainte-Ligue (qui est dirigée par ses cousins les Guise), il accueille à Nancy en 1580 ses représentants en assemblée générale. En 1584, meurt le duc d'Alençon, beau-frère du duc, frère cadet et surtout héritier du roi de France.
L'héritier du trône de France devient le roi de Navarre qui est protestant. Charles, prince souverain du XVIe siècle, ne peut accepter qu'un huguenot puisse devenir roi de France. C'est à cette époque que François de Rosières, un archidiacre de l'évêché de Toul, fait  paraître un livre dans lequel il affirme que la Maison de Lorraine est issue des derniers carolingiens, ce qui permet à Charles III de poser sa candidature au trône de France.

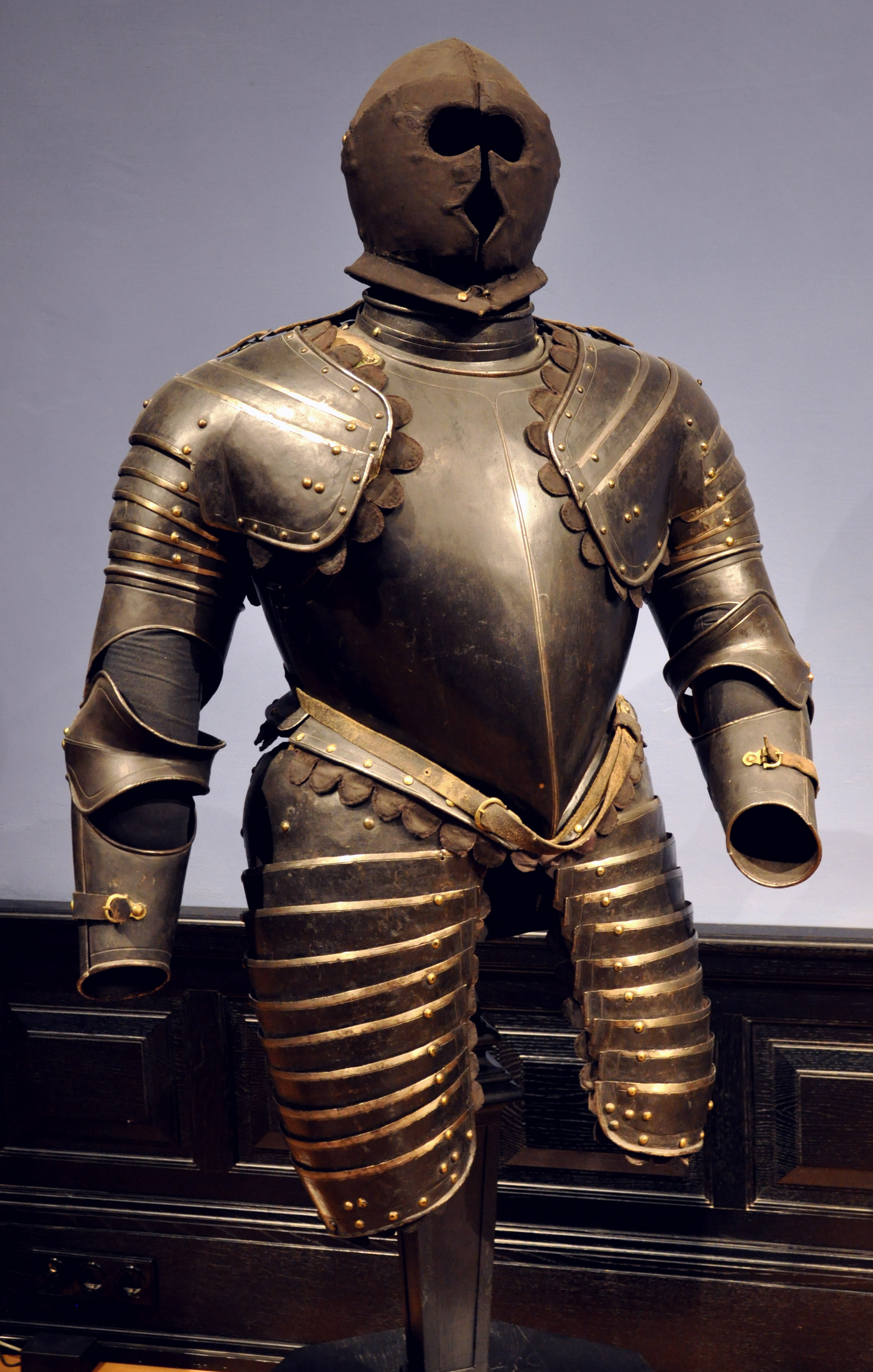
Armure de Charles III, conservée à Vienne,
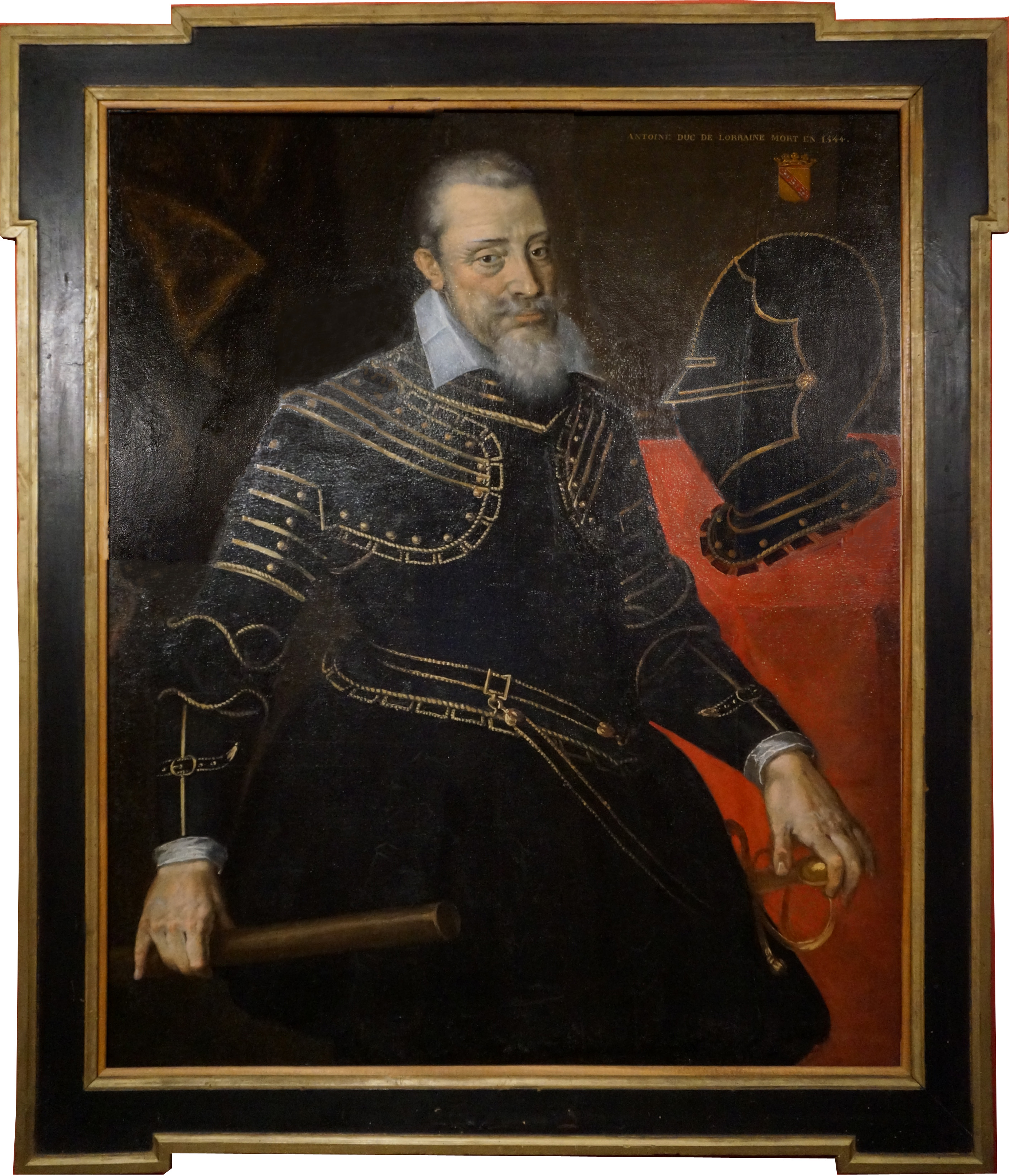
au Musée Lorrain,
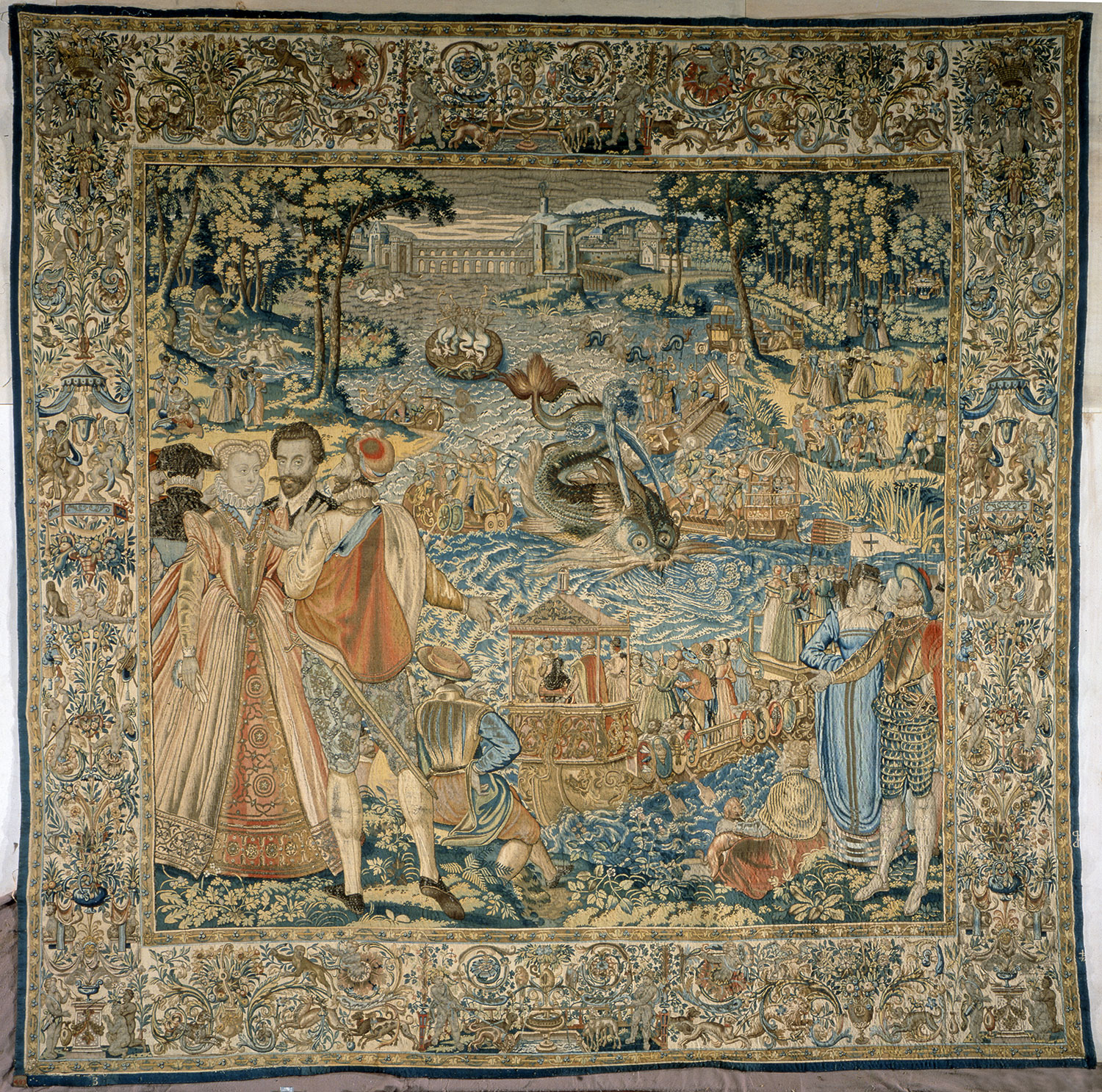
sur une tapisserie au Musée de Florence,

En 1589, Henri III meurt assassiné non sans avoir ouvertement désigné son cousin "Navarre" comme successeur (mais lui demandant de revenir au catholicisme). Charles III rejoint alors la Ligue.
La guerre éclata à nouveau et le protestant Henri de la Tour d'Auvergne, vicomte de Turenne, ravagea le nord du duché. La paix ne revint qu'avec le traité de Saint-Germain-en-Laye le 16 novembre 1594, quand Henri IV, s'étant converti au catholicisme, fut couronné à Chartres. Elle fut scellée par le mariage de Catherine, sœur de Henri IV, et ardente protestante avec Henri, duc de Bar, fils et héritier très catholique de Charles III. Il reçoit 2 700 000 livres pour prix de la paix.
Malgré les cinq années de guerres de Religion, le règne de Charles III fut une époque de prospérité et d'essor.
Il fonda en 1572, conjointement avec le cardinal Charles de Lorraine (1524-1574), l'université de Pont-à-Mousson et fixa à partir de 1580 le début de l’année au 1er janvier. En 1590, il agrandit Nancy, créant de toutes pièces la Ville Neuve, quatre fois plus grande en superficie que la ville-vieille, mais il échoue à faire installer un évêché à Nancy, la France, maîtresse des Trois-Évêchés, refusant l'indépendance spirituelle (et politique) des duchés Lorrains. C'est aussi sous son règne qu'officia Nicolas Remy, qui lutta farouchement contre la sorcellerie.
Ce prince fut le bienfaiteur de son peuple et le législateur de son pays ; il fonda les villes de Clermont-en-Argonne, Stenay, et arrêta le plan de la ville de Nancy.
Charles III mourut en 1608 à l'âge de 65 ans.
La pompe funèbre de Charles III, l'une des cérémonies les plus fastueuses de son temps, comparée au couronnement d'un empereur germanique ou au sacre d'un roi de France, fit l'objet de gravures, aujourd'hui exposées au Musée lorrain à Nancy.

## Mariage et enfants

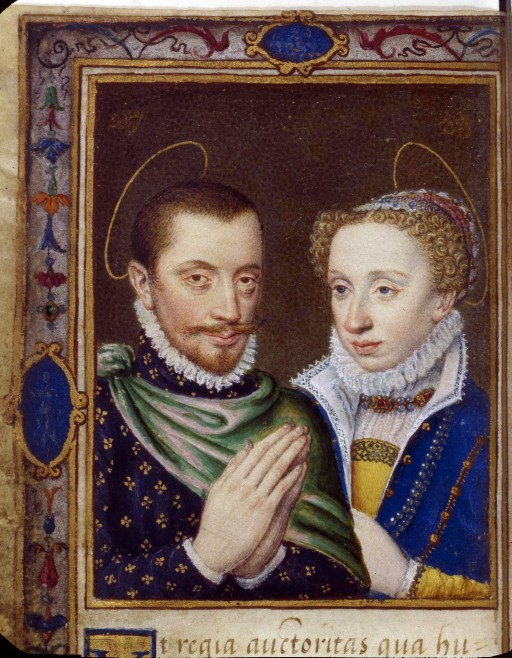
Charles III et sa femme Claude

Il avait épousé à Paris le 22 janvier 1559 Claude de France, fille de Henri II et de Catherine de Médicis (1547 † 1575), dont il avait eu neuf enfants :
- Henri II (1563 † 1624), duc de Lorraine et de Bar,
- Christine (1565 † 1637), mariée en 1589 à Ferdinand Ier de Médicis, grand-duc de Toscane (1549 † 1609)
- Charles (1567 † 1607), cardinal de Lorraine, évêque de Metz (1578-1607), puis de Strasbourg (1604-1607)
- Antoinette (1568 † 1610), mariée en 1599 à Jean-Guillaume (1562 † 1609), duc de Juliers et de Berg
- Anne (1569 † 1576)
- François (1572 † 1632), comte de Vaudémont, puis duc de Lorraine et de Bar,
- Catherine (1573 † 1648), abbesse de Remiremont,
- Élisabeth (1574 † 1635), mariée en 1595 à Maximilien Ier (1573 † 1651), duc puis duc-électeur de Bavière
- Claude (1574 † 1576)

Enfant illégitime :
- Charles de Remoncourt (1605 † 1648), illégitime, abbé de Lunéville et de Senones

### Sources
- Henry Bogdan, La Lorraine des ducs, sept siècles d'histoire, Perrin, 2005 [détail des éditions] (ISBN 2-262-02113-9)